# Список Героев Советского Союза (Хабаров — Хиценко)
В настоящем списке представлены в алфавитном порядке все Герои Советского Союза, чьи фамилии начинаются с буквы «Х» (всего 237 человек, из них двое удостоены звания дважды). Список содержит даты Указов Президиума Верховного Совета СССР о присвоении звания, информацию о роде войск, должности и воинском звании Героев на дату представления к присвоению звания Героя Советского Союза, годах их жизни.
- Персиковым цветом  в таблице выделены Герои, удостоенные звания дважды и более раз.
- Серым цветом  в таблице выделены Герои, представленные к званию посмертно.

| Навигационная таблица | Навигационная таблица               |
| --------------------- | ----------------------------------- |
| «Х»                   | Хабаров Александр — Хиценко Иван    |
| «Х»                   | Хлебников Михаил — Хушназаров Сапар |

| № п/п | Фамилия Имя Отчество                                                                                            | Дата Указа | Род войск    | Должность | Звание                           | Годы жизни                           | БС ГС НЛ                        |
| ----- | --- | ---------- | ------------ | --- | -------------------------------- | ------------------------------------ | ------------------------------- |
| 1     | Хабаров Александр Григорьевич                                                                                   | 10.01.1944 | пехота       | командир отделения автоматчиков 22-й гвардейской мотострелковой бригады 6-го гвардейского танкового корпуса 3-й гвардейской танковой армии Воронежского фронта                                                               | гвардии сержант                  | 24.11.1922 — 17.03.2010              | [ БС 1 ] [ ГС 1 ] [ НЛ 1 ]      |
| 2     | Хабеков Умар Хамидович кабард.-черк. Хьэбэч Умар                                                                | 11.12.1990 | пехота       | командир батальона 301-го гвардейского стрелкового полка 100-й гвардейской стрелковой дивизии 9-й гвардейской армии 3-го Украинского фронта                                                                                  | гвардии капитан                  | 10.09.1921 — 10.04.1945              | [ БС 2 ] [ ГС 2 ] [ НЛ 2 ]      |
| 3     | Хабибуллин Заки Хабибуллович Хабибулин Закки тат. Хабибуллин Зәки Хәбибулла улы                                 | 27.02.1945 | пехота       | командир 1069-го стрелкового полка 311-й стрелковой дивизии 61-й армии 1-го Белорусского фронта | подполковник                     | 28.07.1911 — 01.05.1945              | [ БС 3 ] [ ГС 3 ] [ НЛ 3 ]      |
| 4     | Хабиев Вильдан Саидович тат. Хәбиев Вилдан Сәет улы тадж. Хабиев Волдин                                         | 30.10.1943 | артиллерия   | командир миномётного отделения 685-го стрелкового полка 193-й стрелковой дивизии 65-й армии Центрального фронта | сержант                          | 10.09.1924 — 11.03.1945              | [ БС 3 ] [ ГС 4 ] [ НЛ 4 ]      |
| 5     | Хаджиев Константин Ильич (Хаджев Константин Ильич) греч. Χατζίγιεβ Κωνσταντίνος                                 | 24.03.1945 | пехота       | командир взвода 1001-го стрелкового полка 279-й стрелковой дивизии 51-й армии 4-го Украинского фронта | старший лейтенант                | 18.05.1911 — 03.06.1977              | [ БС 3 ] [ ГС 5 ] [ НЛ 5 ]      |
| 6     | Хадимухаметов Гумир Мустафьевич тат. Һадимөхәммәтов Гомәр Мостафа улы                                           | 22.07.1944 | пехота       | командир роты 732-го стрелкового полка 235-й стрелковой дивизии 43-й армии 1-го Прибалтийского фронта | старший лейтенант                | 05.01.1906 — 21.02.1959              | [ БС 3 ] [ ГС 6 ] [ НЛ 6 ]      |
| 7     | Хазарьян Семён Аркадьевич укр. Хазар'ян Семен Аркадійович                                                       | 01.11.1943 | пехота       | командир отделения 496-й отдельной разведывательной роты 236-й стрелковой дивизии 46-й армии Степного фронта | старшина                         | 22.05.1922 — 24.03.1977              | [ БС 3 ] [ ГС 7 ] [ НЛ 7 ]      |
| 8     | Хазиев Валий Хазиахметович тат. Хаҗиев Вәли Хаҗиәхмәт улы                                                       | 22.07.1944 | пехота       | стрелок 1126-го стрелкового полка 334-й стрелковой дивизии 43-й армии 1-го Прибалтийского фронта | красноармеец                     | 09.07.1925 — 16.05.1995              | [ БС 3 ] [ ГС 8 ] [ НЛ 8 ]      |
| 9     | Хазипов Назип Хазипович тат. Хаҗипов Нәҗип Хаҗип улы                                                            | 27.06.1945 | танкист      | командир взвода танков Т-34 24-й гвардейской танковой бригады 5-го гвардейского механизированного корпуса 4-й гвардейской танковой армии 1-го Украинского фронта                                                             | гвардии лейтенант                | 10.02.1924 — 25.03.1945              | [ БС 3 ] [ ГС 9 ] [ НЛ 9 ]      |
| 10    | Хазов Владимир Петрович                                                                                         | 05.11.1942 | танкист      | командир роты танков Т-34 235-го танкового батальона 6-й танковой бригады Юго-Западного фронта | старший лейтенант                | 09.09.1918 — 13.09.1942              | [ БС 4 ] [ ГС 10 ] [ НЛ 10 ]    |
| 11    | Хазов Николай Панфилович                                                                                        | 24.03.1945 | пехота       | командир 172-го гвардейского стрелкового полка 57-й гвардейской стрелковой дивизии 8-й гвардейской армии 1-го Белорусского фронта                                                                                            | гвардии подполковник             | 27.12.1913 — 17.07.1991              | [ БС 5 ] [ ГС 11 ] [ НЛ 11 ]    |
| 12    | Хайбуллин Кутлуахмет Кутлугалямович баш. Хәйбуллин Ҡотләхмәт Ҡотлоғәлләм улы                                    | 15.01.1944 | кавалерия    | командир отделения противотанковых ружей 58-го гвардейского кавалерийского полка 16-й гвардейской кавалерийской дивизии 7-го гвардейского кавалерийского корпуса 61-й армии Центрального фронта                              | гвардии сержант                  | 29.12.1921 — 10.11.1943              | [ БС 5 ] [ ГС 12 ] [ НЛ 12 ]    |
| 13    | Хайдаров Амир Сулейманович баш. Хәйҙәров Әмирйән Сөләймән улы                                                   | 15.01.1944 | кавалерия    | помощник командира пулемётного взвода 60-го гвардейского кавалерийского полка 16-й гвардейской кавалерийской дивизии 7-го гвардейского кавалерийского корпуса 61-й армии Центрального фронта                                 | гвардии старший сержант          | 20.11.1911 — 25.11.1996              | [ БС 5 ] [ ГС 13 ] [ НЛ 13 ]    |
| 14    | Хайдаршин Гайнанша Хайдаршинович тат. Хәйдәршин Гайнанша Хәйдәрша улы                                           | 22.02.1944 | инженер      | командир отделения 117-го гвардейского отдельного сапёрного батальона 110-й гвардейской стрелковой дивизии 37-й армии Степного фронта                                                                                        | гвардии красноармеец             | 05.02.1911 — 03.12.2006              | [ БС 5 ] [ ГС 14 ] [ НЛ 14 ]    |
| 15    | Хайло Василий Александрович                                                                                     | 01.11.1943 | артиллерия   | наводчик орудия 321-го артиллерийского полка 91-й стрелковой дивизии 51-й армии Южного фронта | красноармеец                     | 18.01.1924 — 17.01.1953              | [ БС 5 ] [ ГС 15 ] [ НЛ 15 ]    |
| 16    | Хайруллин Хабибулла Набиуллович тат. Хәйруллин Хәбибулла Нәбиулла улы                                           | 10.04.1945 | артиллерия   | командир орудия 1248-го армейского истребительно-противотанкового артиллерийского полка 6-й армии 1-го Украинского фронта | старший сержант                  | 14.02.1923 — 22.02.1945              | [ БС 5 ] [ ГС 16 ] [ НЛ 16 ]    |
| 17    | Хайруллин Халил Зинатуллович тат. Хәйруллин Хәлил Зиннәтулла улы                                                | 24.03.1945 | пехота       | пулемётчик 245-го гвардейского стрелкового полка 84-й гвардейской стрелковой дивизии 11-й гвардейской армии 3-го Белорусского фронта                                                                                         | гвардии красноармеец             | 14.06.1920 — 29.09.1984              | [ БС 5 ] [ ГС 17 ] [ НЛ 17 ]    |
| 18    | Хайрутдинов Акрам Мингазович (Хайрутдинов Акрем Мингазович) тат. Хәйретдинов Әкрәм Минһаҗетдин улы              | 20.04.1945 | морской флот | пулемётчик 384-го отдельного батальона морской пехоты Одесской военно-морской базы Черноморского флота | краснофлотец                     | 01.02.1924 — 27.03.1944              | [ БС 6 ] [ ГС 18 ] [ НЛ 18 ]    |
| 19    | Хайрутдинов Мингас Хайрутдинович тат. Хәйретдинов Минһаҗ Хәйретдин улы                                          | 24.03.1945 | артиллерия   | командир орудия 597-го артиллерийского полка 159-й стрелковой дивизии 5-й армии 3-го Белорусского фронта | сержант                          | 15.08.1905 — 04.02.1970              | [ БС 7 ] [ ГС 19 ] [ НЛ 19 ]    |
| 20    | Хакимов Алим Хакимович тадж. Ҳакимов Олим                                                                       | 27.02.1945 | пехота       | командир батальона 487-го стрелкового полка 143-й стрелковой дивизии 47-й армии 1-го Белорусского фронта | майор                            | 12.05.1919 — 20.11.2003              | [ БС 7 ] [ ГС 20 ] [ НЛ 20 ]    |
| 21    | Хакимов Михаил Кобирович (Хакимов Исмагил Кибирович) тат. Хәкимов Исмәгыйль (Михаил) Кәбир улы                  | 20.04.1945 | морской флот | наводчик противотанкового ружья роты противотанковых ружей 384-го отдельного батальона морской пехоты Одесской военно-морской базы Черноморского флота                                                                       | краснофлотец                     | 01.11.1916 — 19.11.1986              | [ БС 7 ] [ ГС 21 ] [ НЛ 21 ]    |
| 22    | Хакимов Нематжан узб. Hakimov Neʼmatjon                                                                         | 06.05.1965 | кавалерия    | помощник командира взвода 115-го кавалерийского полка 8-й кавалерийской дивизии 6-го гвардейского кавалерийского корпуса 13-й армии 1-го Украинского фронта                                                                  | старший сержант                  | 1924 — 28.01.1944                    | ——                              |
| 23    | Хакимов Оразберды туркм. Hekimow Orazberdi                                                                      | 27.06.1945 | пехота       | заместитель по строевой части командира 36-го гвардейского стрелкового полка 14-й гвардейской стрелковой дивизии 5-й гвардейской армии 1-го Украинского фронта                                                               | гвардии майор                    | 11.04.1902 — 23.01.1945              | [ БС 7 ] [ ГС 23 ] [ НЛ 22 ]    |
| 24    | Халаменюк Александр Иосифович укр. Халаменюк Олександр Йосипович                                                | 10.04.1945 | танкист      | командир роты танков Т-34 39-го отдельного танкового полка 5-й гвардейской армии 1-го Украинского фронта | старший лейтенант                | 23.09.1918 — 12.01.1945              | [ БС 8 ] [ ГС 24 ] [ НЛ 23 ]    |
| 25    | Халев Василий Дмитриевич                                                                                        | 24.03.1945 | танкист      | командир танка ОТ-34 47-го отдельного огнемётного танкового полка 6-й гвардейской армии 1-го Прибалтийского фронта | младший лейтенант                | 14.01.1913 — 02.07.1944              | [ БС 9 ] [ ГС 25 ] [ НЛ 24 ]    |
| 26    | Халенко Василий Иванович                                                                                        | 13.09.1944 | пехота       | стрелок 764-го стрелкового полка 232-й стрелковой дивизии 40-й армии 2-го Украинского фронта | красноармеец                     | 10.09.1924 — 21.02.2002              | [ БС 9 ] [ ГС 26 ] [ НЛ 25 ]    |
| 27    | Халецкий Алексей Фёдорович                                                                                      | 19.04.1945 | артиллерия   | командир орудия 997-го стрелкового полка 263-й стрелковой дивизии 43-й армии 3-го Белорусского фронта | младший сержант                  | 07.10.1926 — 27.12.1997              | [ БС 9 ] [ ГС 27 ] [ НЛ 26 ]    |
| 28    | Халиков Ислам Рахимович тат. Халиков Ислам Рәхим улы                                                            | 24.03.1945 | артиллерия   | командир орудия отдельного истребительно-противотанкового артиллерийского дивизиона 83-й отдельной стрелковой бригады морской пехоты 46-й армии 3-го Украинского фронта                                                      | старший сержант                  | 15.11.1918 — 23.08.1944              | [ БС 9 ] [ ГС 28 ] [ НЛ 27 ]    |
| 29    | Халиков Тимирбулат Галяутдинович (Халиков Тимербулат Галяутдинович) баш. Халиҡов Тимербулат Ғәләүетдин улы      | 15.01.1944 | кавалерия    | командир пулемётного расчёта 60-го гвардейского кавалерийского полка 16-й гвардейской кавалерийской дивизии 7-го гвардейского кавалерийского корпуса 61-й армии Центрального фронта                                          | гвардии старший сержант          | 02.02.1917 — 17.06.1958              | [ БС 9 ] [ ГС 29 ] [ НЛ 28 ]    |
| 30    | Халиуллин Мисбах Халиуллович (Халиулин Мисбах Халиуллинович) тат. Хәлиуллин Мисбах Хәлиулла улы                 | 18.08.1945 | авиация      | командир эскадрильи 783-го штурмового авиационного полка 199-й штурмовой авиационной дивизии 4-го штурмового авиационного корпуса 4-й воздушной армии 2-го Белорусского фронта                                               | капитан                          | 12.03.1914 — 13.04.1983              | [ БС 9 ] [ ГС 30 ] [ НЛ 29 ]    |
| 31    | Халманов Иосиф Васильевич                                                                                       | 24.03.1945 | медики       | санитарный инструктор 364-го стрелкового полка 139-й стрелковой дивизии 50-й армии 2-го Белорусского фронта | старшина медицинской службы      | 23.03.1906 — 18.11.1970              | [ БС 9 ] [ ГС 31 ] [ НЛ 30 ]    |
| 32    | Хало Владимир Алексеевич укр. Хало Володимир Олексійович                                                        | 18.05.1943 | танкист      | командир танка Т-34 роты управления 179-й отдельной танковой бригады 3-й танковой армии Юго-Западного фронта | старший лейтенант                | 25.09.1922 — 16.08.1993              | [ БС 10 ] [ ГС 32 ] [ НЛ 31 ]   |
| 33    | Хальзев Александр Иванович                                                                                      | 19.08.1944 | авиация      | заместитель командира эскадрильи 63-го ночного бомбардировочного авиационного полка 132-й бомбардировочной авиационной дивизии 8-й воздушной армии 4-го Украинского фронта                                                   | старший лейтенант                | 07.09.1921 — 06.06.1968              | [ БС 11 ] [ ГС 33 ] [ НЛ 32 ]   |
| 34    | Хальзов Виктор Степанович                                                                                       | 24.05.1943 | авиация      | старший пилот 686-го штурмового авиационного полка 206-й штурмовой авиационной дивизии 7-го штурмового авиационного корпуса 8-й воздушной армии Южного фронта                                                                | старший сержант                  | 17.07.1921 — 24.06.1985              | [ БС 11 ] [ ГС 34 ] [ НЛ 33 ]   |
| 35    | Халявицкий Максим Михайлович укр. Халявицький Максим Михайлович                                                 | 24.03.1945 | пехота       | командир 1379-го стрелкового полка 87-й стрелковой дивизии 51-й армии 1-го Прибалтийского фронта | майор                            | 22.01.1909 — 20.08.1944              | [ БС 11 ] [ ГС 35 ] [ НЛ 34 ]   |
| 36    | Хамзалиев Исмаил тадж. Ҳамзаалиев Исмоил                                                                        | 08.09.1943 | артиллерия   | номер расчёта орудия истребительно-противотанковой артиллерийской батареи 79-й танковой бригады 19-го танкового корпуса Центрального фронта                                                                                  | младший сержант                  | 1921 — 16.08.1943                    | [ БС 11 ] [ ГС 36 ] [ НЛ 35 ]   |
| 37    | Хандога Тимофей Прокофьевич укр. Хандога Тимофій Прокопович                                                     | 19.03.1944 | инженер      | начальник штаба 269-го отдельного сапёрного батальона 12-й армии Юго-Западного фронта | капитан                          | 22.06.1909 — 28.12.2004              | [ БС 11 ] [ ГС 37 ] [ НЛ 36 ]   |
| 38    | Хандриков Лев Борисович                                                                                         | 24.03.1945 | связисты     | радиотелеграфист батареи 870-го лёгкого артиллерийского полка 11-й лёгкой артиллерийской бригады 7-й артиллерийской дивизии прорыва РГК в составе 46-й армии 2-го Украинского фронта                                         | ефрейтор                         | 10.04.1926 — 28.01.2002              | [ БС 11 ] [ ГС 38 ] [ НЛ 37 ]   |
| 39    | Ханжин Павел Семёнович                                                                                          | 20.12.1943 | пехота       | командир взвода 38-го гвардейского стрелкового полка 14-й гвардейской стрелковой дивизии 57-й армии Степного фронта | гвардии младший лейтенант        | 20.06.1924 — 15.10.2007              | [ БС 11 ] [ ГС 39 ] [ НЛ 38 ]   |
| 40    | Хантаев Василий Харинаевич                                                                                      | 27.06.1945 | артиллерия   | командир орудия артиллерийского дивизиона 70-й механизированной бригады 9-го механизированного корпуса 3-й гвардейской танковой армии 1-го Украинского фронта                                                                | младший сержант                  | 19.08.1924 — 29.04.1990              | [ БС 12 ] [ ГС 40 ] [ НЛ 39 ]   |
| 41    | Хапров Иван Васильевич                                                                                          | 21.03.1940 | танкист      | башенный стрелок-радист 112-го танкового батальона 35-й легкотанковой бригады 7-й армии | красноармеец                     | 08.04.1919 — 17.12.1939              | [ БС 13 ] [ ГС 41 ] [ НЛ 40 ]   |
| 42    | Хараборкин Георгий Филимонович                                                                                  | 11.04.1940 | танкист      | командир танковой роты 91-го танкового батальона 20-й танковой бригады 7-й армии Северо-Западного фронта | старший лейтенант                | 23.11.1905 — 06.07.1941              | [ БС 13 ] [ ГС 42 ] [ НЛ 41 ]   |
| 43    | Харазия Владимир Камсагович абх. Ҳаразиа Владимир                                                               | 02.06.1942 | артиллерия   | командир дивизиона 307-го артиллерийского полка 169-й стрелковой дивизии 28-й армии Юго-Западного фронта | старший лейтенант                | 18.01.1916 — 16.05.1942              | [ БС 13 ] [ ГС 43 ] [ НЛ 42 ]   |
| 44    | Хардиков Яков Давыдович                                                                                         | 24.05.1944 | артиллерия   | командир огневого взвода артиллерийского дивизиона 29-й гвардейской мотострелковой бригады 10-го гвардейского танкового корпуса 1-го Украинского фронта                                                                      | гвардии младший лейтенант        | 18.11.1909 — 02.02.2003              | [ БС 13 ] [ ГС 44 ] [ НЛ 43 ]   |
| 45    | Харин Михаил Терентьевич                                                                                        | 24.03.1945 | пехота       | разведчик 176-го гвардейского стрелкового полка 59-й гвардейской стрелковой дивизии 46-й армии 2-го Украинского фронта | гвардии красноармеец             | 18.09.1923 — 15.12.1991              | [ БС 13 ] [ ГС 45 ] [ НЛ 44 ]   |
| 46    | Харитонов Александр Данилович                                                                                   | 27.06.1945 | пехота       | командир 294-го гвардейского стрелкового полка 97-й гвардейской стрелковой дивизии 5-й гвардейской армии 1-го Украинского фронта                                                                                             | гвардии полковник                | 24.02.1914 — 17.08.2000              | [ БС 13 ] [ ГС 46 ] [ НЛ 45 ]   |
| 47    | Харитонов Андрей Ермолаевич                                                                                     | 24.03.1945 | артиллерия   | командир орудия 438-го истребительно-противотанкового артиллерийского полка РГК в составе 4-й гвардейской армии 2-го Украинского фронта                                                                                      | старший сержант                  | 04.11.1916 — 02.07.1993              | [ БС 13 ] [ ГС 47 ] [ НЛ 46 ]   |
| 48    | Харитонов Василий Дмитриевич                                                                                    | 05.11.1944 | танкист      | командир танка-тральщика Т-34 148-го отдельного инженерно-танкового полка Группы минных тральщиков Инженерных войск Красной армии в составе 11-й гвардейской армии 3-го Белорусского фронта                                  | младший лейтенант                | 27.12.1917 ― 30.05.1968              | [ БС 14 ] [ ГС 48 ] [ НЛ 47 ]   |
| 49    | Харитонов Василий Николаевич                                                                                    | 10.02.1943 | авиация      | командир звена 123-го истребительного авиационного полка 7-го истребительного авиационного корпуса Ленинградской армии ПВО                                                                                                   | старший лейтенант                | 28.02.1922 ― 27.04.2002              | [ БС 15 ] [ ГС 49 ] [ НЛ 48 ]   |
| 50    | Харитонов Владимир Михайлович                                                                                   | 23.02.1945 | авиация      | командир звена 10-го отдельного разведывательного авиационного полка 1-й воздушной армии 3-го Белорусского фронта | старший лейтенант                | 07.01.1919 ― 14.03.1996              | [ БС 15 ] [ ГС 50 ] [ НЛ 49 ]   |
| 51    | Харитонов Николай Васильевич                                                                                    | 01.05.1943 | авиация      | заместитель командира эскадрильи 520-го истребительного авиационного полка 283-й истребительной авиационной дивизии 16-й воздушной армии Донского фронта                                                                     | старший лейтенант                | 01.01.1920 ― 11.09.1988              | [ БС 15 ] [ ГС 51 ] [ НЛ 50 ]   |
| 52    | Харитонов Николай Николаевич                                                                                    | 19.08.1944 | авиация      | командир звена 2-го гвардейского авиационного полка 1-й гвардейской авиационной дивизии 1-го гвардейского авиационного корпуса Авиации дальнего действия                                                                     | гвардии старший лейтенант        | 08.01.1922 ― 26.05.1991              | [ БС 15 ] [ ГС 52 ] [ НЛ 51 ]   |
| 53    | Харитонов Николай Павлович                                                                                      | 24.03.1945 | танкист      | механик-водитель танка Т-34 65-й танковой бригады 11-го танкового корпуса 1-го Белорусского фронта | старшина                         | 14.01.1915 ― 28.04.1971              | [ БС 15 ] [ ГС 53 ] [ НЛ 52 ]   |
| 54    | Харитонов Пётр Тимофеевич                                                                                       | 08.07.1941 | авиация      | лётчик 158-го истребительного авиационного полка 39-й истребительной авиационной дивизии Северного фронта | младший лейтенант                | 16.12.1916 ― 01.02.1987              | [ БС 16 ] [ ГС 54 ] [ НЛ 53 ]   |
| 55    | Харитонов Фёдор Алексеевич                                                                                      | 07.04.1940 | артиллерия   | наводчик орудия 121-го отдельного противотанкового артиллерийского дивизиона 49-й стрелковой дивизии 13-й армии Северо-Западного фронта                                                                                      | красноармеец                     | 08.02.1903 ― 25.07.1973              | [ БС 17 ] [ ГС 55 ] [ НЛ 54 ]   |
| 56    | Харитошкин Александр Николаевич                                                                                 | 15.05.1946 | авиация      | командир звена 23-го гвардейского ночного бомбардировочного авиационного полка 9-й гвардейской бомбардировочной авиационной дивизии 16-й воздушной армии 1-го Белорусского фронта                                            | гвардии старший лейтенант        | 26.09.1922 ― 13.09.1988              | [ БС 17 ] [ ГС 56 ] [ НЛ 55 ]   |
| 57    | Харитошкин Василий Иванович                                                                                     | 10.01.1944 | связисты     | начальник радиостанции 676-го артиллерийского полка 232-й стрелковой дивизии 38-й армии Воронежского фронта | красноармеец                     | 23.02.1923 ― 01.02.1992              | [ БС 17 ] [ ГС 57 ] [ НЛ 56 ]   |
| 58    | Харламов Василий Ильич                                                                                          | 23.08.1944 | пехота       | командир пулемётного взвода 220-го стрелкового полка 4-й стрелковой дивизии 69-й армии 1-го Белорусского фронта | младший лейтенант                | 14.01.1921 ― 18.08.1998              | [ БС 17 ] [ ГС 58 ] [ НЛ 57 ]   |
| 59    | Харламов Василий Максимович                                                                                     | 07.02.1940 | авиация      | штурман эскадрильи 57-го авиационного полка ВВС Балтийского флота | старший лейтенант                | 01.01.1909 ― 23.03.1986              | ――                              |
| 60    | Харламов Георгий Николаевич                                                                                     | 31.05.1945 | связисты     | линейный надсмотрщик взвода связи 1042-го стрелкового полка 295-й стрелковой дивизии 5-й ударной армии 1-го Белорусского фронта                                                                                              | старшина                         | 20.04.1905 ― 16.04.1945              | [ БС 17 ] [ ГС 60 ] [ НЛ 58 ]   |
| 61    | Харламов Григорий Иванович                                                                                      | 18.08.1945 | авиация      | инструктор-лётчик отдела корректировочной авиации Главного управления боевой подготовки фронтовой авиации ВВС Красной Армии                                                                                                  | майор                            | 11.02.1908 ― 18.02.1952              | [ БС 18 ] [ ГС 61 ] [ НЛ 59 ]   |
| 62    | Харламов Михаил Иванович (Харланов Михаил Иванович)                                                             | 30.10.1943 | пехота       | командир отделения 685-го стрелкового полка 193-й стрелковой дивизии 65-й армии Центрального фронта | младший сержант                  | 25.06.1916 ― 03.06.1991              | [ БС 19 ] [ ГС 62 ] [ НЛ 60 ]   |
| 63    | Харламов Николай Иванович                                                                                       | 18.12.1956 | десантники   | командир роты 108-го гвардейского парашютно-десантного полка 7-й гвардейской воздушно-десантной дивизии Воздушно-десантных войск Вооружённых Сил СССР                                                                        | гвардии капитан                  | 17.05.1924 ― 25.03.1982              | ――                              |
| 64    | Харламов Семён Ильич                                                                                            | 23.02.1945 | авиация      | командир эскадрильи 163-го гвардейского истребительного авиационного полка 229-й истребительной авиационной дивизии 4-й воздушной армии 2-го Белорусского фронта                                                             | гвардии старший лейтенант        | 30.04.1921 ― 05.05.1990              | [ БС 19 ] [ ГС 64 ] [ НЛ 61 ]   |
| 65    | Харламов Сергей Васильевич                                                                                      | 15.01.1944 | связисты     | телефонист 29-го гвардейского стрелкового полка 12-й гвардейской стрелковой дивизии 61-й армии Центрального фронта | гвардии ефрейтор                 | 07.08.1925 ― 26.12.1992              | [ БС 19 ] [ ГС 65 ] [ НЛ 62 ]   |
| 66    | Харлан Иван Фёдорович укр. Харлан Іван Федорович                                                                | 23.02.1945 | авиация      | заместитель командира и штурман эскадрильи 103-го штурмового авиационного полка 230-й штурмовой авиационной дивизии 4-й воздушной армии 2-го Белорусского фронта                                                             | старший лейтенант                | 18.01.1921 ― 13.02.2003              | [ БС 19 ] [ ГС 66 ] [ НЛ 63 ]   |
| 67    | Харланов Иван Иванович                                                                                          | 29.10.1943 | пехота       | командир взвода 86-го стрелкового полка 180-й стрелковой дивизии 38-й армии Воронежского фронта | старший сержант                  | 09.05.1912 ― 1943 (пропал без вести) | [ БС 19 ] [ ГС 67 ] [ НЛ 64 ]   |
| 68    | Харланов Иван Степанович                                                                                        | 16.10.1943 | пехота       | командир 1089-го стрелкового полка 322-й стрелковой дивизии 60-й армии Центрального фронта | подполковник                     | 07.10.1908 ― 11.12.1972              | [ БС 19 ] [ ГС 68 ] [ НЛ 65 ]   |
| 69    | Харлов Алексей Гаврилович                                                                                       | 24.03.1945 | танкист      | командир роты танков ИС-2 26-го гвардейского отдельного тяжёлого танкового полка прорыва 21-й армии Ленинградского фронта | гвардии старший лейтенант        | 26.03.1919 — 21.06.1944              | [ БС 20 ] [ ГС 69 ] [ НЛ 66 ]   |
| 70    | Харлов Фёдор Евдокимович                                                                                        | 03.06.1944 | пехота       | командир отделения 1292-го стрелкового полка 113-й стрелковой дивизии 57-й армии 3-го Украинского фронта | младший сержант                  | 01.01.1916 — 26.03.1944              | [ БС 21 ] [ ГС 70 ] [ НЛ 67 ]   |
| 71    | Харчевин Фёдор Павлович                                                                                         | 17.11.1943 | танкист      | начальник инженерных войск 3-й гвардейской танковой армии 1-го Украинского фронта | полковник                        | 19.02.1900 — 28.05.1969              | [ БС 21 ] [ ГС 71 ] [ НЛ 68 ]   |
| 72    | Харченко Александр Корнеевич                                                                                    | 24.03.1945 | пехота       | разведчик 364-го стрелкового полка 139-й стрелковой дивизии 50-й армии 2-го Белорусского фронта | старшина                         | 05.12.1918 — 12.08.1944              | [ БС 21 ] [ ГС 72 ] [ НЛ 69 ]   |
| 73    | Харченко Василий Степанович укр. Харченко Василь Степанович                                                     | 13.11.1943 | пехота       | помощник командира взвода 931-го стрелкового полка 240-й стрелковой дивизии 38-й армии Воронежского фронта | старший сержант                  | 01.01.1913 — 05.10.1943              | [ БС 21 ] [ ГС 73 ] [ НЛ 70 ]   |
| 74    | Харченко Иван Петрович укр. Харченко Іван Петрович                                                              | 27.06.1945 | пехота       | командир пулемётного расчёта 178-го гвардейского стрелкового полка 58-й гвардейской стрелковой дивизии 5-й гвардейской армии 1-го Украинского фронта                                                                         | гвардии старший сержант          | 1916 — 27.01.1945                    | [ БС 21 ] [ ГС 74 ] [ НЛ 71 ]   |
| 75    | Харченко Иван Устинович укр. Харченко Іван Устинович                                                            | 02.11.1944 | нквд         | командир взвода 6-го инженерно-противохимического полка войск Местной противовоздушной обороны НКВД СССР | лейтенант                        | 23.09.1918 — 01.07.1989              | [ БС 21 ] [ ГС 75 ] [ НЛ 72 ]   |
| 76    | Харченко Михаил Семёнович                                                                                       | 08.04.1942 | партизан     | активный участник партизанской борьбы в Ленинградской области, командир пулемётного отделения партизанского отряда «Грозный» 2-й Ленинградской партизанской бригады                                                          | —                                | 10.02.1918 — 12.12.1942              | [ БС 21 ] [ ГС 76 ] [ НЛ 73 ]   |
| 77    | Харченко Павел Иванович                                                                                         | 22.02.1944 | пехота       | командир взвода роты автоматчиков 248-го стрелкового полка 31-й стрелковой дивизии 46-й армии Степного фронта | лейтенант                        | 12.01.1903 — 19.01.1971              | [ БС 21 ] [ ГС 77 ] [ НЛ 74 ]   |
| 78    | Харченко Семён Андреевич укр. Харченко Семен Андрійович                                                         | 03.06.1944 | пехота       | командир взвода 147-го гвардейского стрелкового полка 49-й гвардейской стрелковой дивизии 28-й армии 3-го Украинского фронта                                                                                                 | гвардии младший лейтенант        | 01.09.1915 — 12.03.1944              | [ БС 22 ] [ ГС 78 ] [ НЛ 75 ]   |
| 79    | Харченко Степан Андреевич укр. Харченко Степан Андрійович                                                       | 20.06.1942 | авиация      | командир звена 752-го дальнебомбардировочного авиационного полка 24-й бомбардировочной авиационной дивизии Дальнебомбардировочной авиации                                                                                    | старший лейтенант                | 22.12.1915 — 08.01.1983              | [ БС 23 ] [ ГС 79 ] [ НЛ 76 ]   |
| 80    | Харченко Фёдор Алексеевич укр. Харченко Федір Олексійович                                                       | 06.05.1965 | комиссар     | комсорг батальона 13-го стрелкового полка 2-й стрелковой дивизии 59-й армии Волховского фронта | старший сержант                  | 20.09.1923 — 23.01.1944              | ——                              |
| 81    | Харченко Юрий Никитич                                                                                           | 26.04.1971 | авиация      | лётчик-испытатель Новосибирского авиационного завода | —                                | 13.10.1930 — 21.10.2017              | ——                              |
| 82    | Харчиков Михаил Борисович                                                                                       | 24.03.1945 | пехота       | командир роты 60-го стрелкового полка 65-й стрелковой дивизии 14-й армии Карельского фронта | капитан                          | 21.11.1903 — 11.03.1977              | [ БС 23 ] [ ГС 82 ] [ НЛ 77 ]   |
| 83    | Харчин Иван Гаврилович                                                                                          | 29.06.1945 | инженер      | заместитель по строевой части командира 42-го отдельного сапёрного батальона 136-й стрелковой дивизии 70-й армии 2-го Белорусского фронта                                                                                    | капитан                          | 09.12.1915 — 28.03.1945              | [ БС 23 ] [ ГС 83 ] [ НЛ 78 ]   |
| 84    | Харчистов Виктор Владимирович                                                                                   | 27.06.1945 | авиация      | командир эскадрильи 153-го гвардейского истребительного авиационного полка 12-й гвардейской истребительной авиационной дивизии 1-го гвардейского штурмового авиационного корпуса 2-й воздушной армии 1-го Украинского фронта | гвардии капитан                  | 11.12.1918 — 14.01.1982              | [ БС 24 ] [ ГС 84 ] [ НЛ 79 ]   |
| 85    | Харьковец Анатолий Парфирович (Харковец Анатолий Порфирьевич) укр. Харківець ( Харковець) Анатолій Порфирійович | 29.10.1943 | пехота       | командир батальона 21-го стрелкового полка 180-й стрелковой дивизии 38-й армии Воронежского фронта | капитан                          | 09.12.1916 — 12.10.1943              | [ БС 25 ] [ ГС 85 ] [ НЛ 80 ]   |
| 86    | Харьковский Пётр Фёдорович                                                                                      | 17.10.1943 | артиллерия   | старший разведчик-наблюдатель батареи 1-й гвардейской пушечной артиллерийской бригады 1-й гвардейской артиллерийской дивизии РГК в составе 60-й армии Центрального фронта                                                    | гвардии сержант                  | 10.08.1923 — 16.12.1998              | [ БС 25 ] [ ГС 86 ] [ НЛ 81 ]   |
| 87    | Хасанов Муйдин Юнусович узб. Hasanov Moʻyidin                                                                   | 17.11.1943 | артиллерия   | миномётчик батареи 195-го горно-миномётного полка 318-й горнострелковой дивизии 18-й армии Северо-Кавказского фронта | сержант                          | 09.10.1917 — 04.10.1947              | [ БС 25 ] [ ГС 87 ] [ НЛ 82 ]   |
| 88    | Хасанов Сафа Хузямович баш. Хәсәнов Сафа Хөзәм улы                                                              | 15.01.1944 | артиллерия   | командир миномётного взвода 58-го гвардейского кавалерийского полка 16-й гвардейской кавалерийской дивизии 7-го гвардейского кавалерийского корпуса 61-й армии Центрального фронта                                           | гвардии младший лейтенант        | 24.06.1916 — 26.09.1973              | [ БС 25 ] [ ГС 88 ] [ НЛ 83 ]   |
| 89    | Хасанов Хаким Хусаинович (Хасанов Хативи Хусаинович) тат. Хәсәнов Хәким (Хатыйп, Хәтиви) Хөсәен улы             | 17.10.1943 | пехота       | командир пулемётного расчёта 248-й отдельной курсантской стрелковой бригады 60-й армии Центрального фронта | старший сержант                  | 1916 — 12.09.1943                    | [ БС 25 ] [ ГС 89 ] [ НЛ 84 ]   |
| 90    | Хасаншин Мансур Рахипович тат. Хәсәншин Мансур Рәхип улы                                                        | 03.06.1944 | артиллерия   | командир роты 120-мм миномётов миномётного батальона 9-й гвардейской механизированной бригады 3-го гвардейского механизированного корпуса 47-й армии Воронежского фронта                                                     | гвардии лейтенант                | 12.12.1923 — 13.04.1975              | [ БС 25 ] [ ГС 90 ] [ НЛ 85 ]   |
| 91    | Хасин Виктор Яковлевич                                                                                          | 01.05.1943 | авиация      | командир эскадрильи 271-го истребительного авиационного полка 274-й истребительной авиационной дивизии 1-го истребительного авиационного корпуса 3-й воздушной армии Калининского фронта                                     | капитан                          | 20.06.1915 — 14.01.1944              | [ БС 25 ] [ ГС 91 ] [ НЛ 86 ]   |
| 92    | Хатанзейский Андрей Гурьевич коми Хатанзейский Андрей Гурьевич                                                  | 24.03.1945 | инженер      | командир отделения 341-го отдельного сапёрного батальона 233-й стрелковой дивизии 57-й армии 3-го Украинского фронта | сержант                          | 21.10.1923 — 09.04.1945              | [ БС 26 ] [ ГС 92 ] [ НЛ 87 ]   |
| 93    | Хаустов Григорий Павлович                                                                                       | 16.06.1989 | авиация      | старший инспектор-лётчик ВВС 40-й армии Ограниченного контингента советских войск в Афганистане | полковник                        | род. 30.09.1939                      | ——                              |
| 94    | Хахерин Илья Кириллович                                                                                         | 17.10.1943 | пехота       | командир роты 1033-го стрелкового полка 280-й стрелковой дивизии 60-й армии Центрального фронта | старший лейтенант                | 15.06.1916 — 09.03.1944              | [ БС 26 ] [ ГС 94 ] [ НЛ 88 ]   |
| 95    | Хацкевич Вольф Беркович ивр. וולף חצקביץ'‎                                                                       | 20.12.1943 | пехота       | командир 104-го гвардейского стрелкового полка 36-й гвардейской стрелковой дивизии 57-й армии Степного фронта | гвардии подполковник             | 21.01.1908 — 09.01.1959              | [ БС 26 ] [ ГС 95 ] [ НЛ 89 ]   |
| 96    | Хачатрян Хорен Арменакович арм. Խաչատրյան Խորեն                                                                 | 24.03.1945 | пехота       | командир взвода 390-го стрелкового полка 89-й стрелковой дивизии Отдельной Приморской армии | лейтенант                        | 16.03.1923 — 10.03.1977              | [ БС 26 ] [ ГС 96 ] [ НЛ 90 ]   |
| 97    | Хачин Георгий Андреевич                                                                                         | 08.02.1943 | артиллерия   | наводчик орудия отдельного истребительно-противотанкового дивизиона 149-й отдельной стрелковой бригады 62-й армии Сталинградского фронта                                                                                     | старший сержант                  | 15.03.1915 — 02.05.1978              | [ БС 26 ] [ ГС 97 ] [ НЛ 91 ]   |
| 98    | Хвастанцев Михаил Поликарпович                                                                                  | 02.12.1942 | артиллерия   | исполняющий должность командира огневого взвода 43-го гвардейского артиллерийского полка 15-й гвардейской стрелковой дивизии 57-й армии Юго-Восточного фронта                                                                | гвардии сержант                  | 11.11.1919 — 21.08.1942              | [ БС 26 ] [ ГС 98 ] [ НЛ 92 ]   |
| 99    | Хватков Михаил Петрович                                                                                         | 24.03.1945 | инженер      | сапёр 76-го гвардейского отдельного сапёрного батальона 67-й гвардейской стрелковой дивизии 6-й гвардейской армии 1-го Прибалтийского фронта                                                                                 | гвардии ефрейтор                 | 24.11.1925 — 25.06.1944              | [ БС 26 ] [ ГС 99 ] [ НЛ 93 ]   |
| 100   | Хватов Иван Александрович                                                                                       | 21.03.1940 | пехота       | командир взвода 245-го стрелкового полка 123-й стрелковой дивизии 7-й армии Северо-Западного фронта | лейтенант                        | 07.07.1921 — 23.08.1941              | [ БС 27 ] [ ГС 100 ] [ НЛ 94 ]  |
| 101   | Хворов Леонид Петрович                                                                                          | 27.06.1945 | десантники   | пулемётчик 23-го гвардейского воздушно-десантного полка 9-й гвардейской воздушно-десантной дивизии 5-й гвардейской армии 1-го Украинского фронта                                                                             | гвардии младший сержант          | 22.04.1925 — 1961                    | [ БС 28 ] [ ГС 101 ] [ НЛ 95 ]  |
| 102   | Хворостянов Илья Алексеевич                                                                                     | 14.09.1945 | морской флот | командир Ханкайского отдельного отряда бронекатеров Амурской военной флотилии | капитан-лейтенант                | 20.07.1914 — 19.02.1988              | [ БС 28 ] [ ГС 102 ] [ НЛ 96 ]  |
| 103   | Хвостов Павел Никитович                                                                                         | 20.12.1943 | инженер      | заместитель командующего и начальник инженерных войск 57-й армии Юго-Западного фронта | гвардии полковник                | 26.12.1906 — 31.07.1977              | [ БС 28 ] [ ГС 103 ] [ НЛ 97 ]  |
| 104   | Хвостунов Андрей Григорьевич                                                                                    | 05.05.1942 | авиация      | командир звена 150-го ближнебомбардировочного авиационного полка 46-й авиационной дивизии Калининского фронта | младший лейтенант                | 27.10.1919 — 07.08.1989              | [ БС 28 ] [ ГС 104 ] [ НЛ 98 ]  |
| 105   | Хвоя Никита Фёдорович укр. Хвоя Микита Федорович                                                                | 27.06.1945 | авиация      | командир 94-го гвардейского штурмового авиационного полка 5-й гвардейской штурмовой авиационной дивизии 2-го гвардейского штурмового авиационного корпуса 2-й воздушной армии 1-го Украинского фронта                        | гвардии подполковник             | 09.09.1911 — 27.10.1988              | [ БС 28 ] [ ГС 105 ] [ НЛ 99 ]  |
| 106   | Хейфец Семён Ильич                                                                                              | 15.05.1946 | пехота       | командир роты 932-го стрелкового полка 252-й стрелковой дивизии 46-й армии 2-го Украинского фронта | младший лейтенант                | 24.11.1909 — 23.06.1992              | [ БС 28 ] [ ГС 106 ] [ НЛ 100 ] |
| 107   | Хетагуров Георгий Иванович осет. Хетæгкаты Габо                                                                 | 06.04.1945 | генерал      | командир 82-й гвардейской стрелковой дивизии 8-й гвардейской армии 1-го Белорусского фронта | гвардии генерал-майор артиллерии | 25.04.1903 — 03.09.1975              | [ БС 29 ] [ ГС 107 ] [ НЛ 101 ] |
| 108   | Хечиев Бембя Манджиевич (Хечеев Биембель Манджиевич, Хечеев Бембель Манджиевич) калм. Хечиевд Бембі             | 15.05.1946 | кавалерия    | командир сабельного взвода 11-го гвардейского кавалерийского полка 4-й гвардейской кавалерийской дивизии 2-го гвардейского кавалерийского корпуса 1-го Белорусского фронта                                                   | гвардии лейтенант                | 26.12.1917 — 10.07.1954              | [ БС 30 ] [ ГС 108 ] [ НЛ 102 ] |
| 109   | Хибнер Юлиуш Самсонович (Гюбнер Юлиуш Шимонович, Гюбнер Юлиуш Семёнович)                                        | 11.11.1943 | комиссар     | заместитель по политической части командира 1-го пехотного полка 1-й польской пехотной дивизии имени Тадеуша Костюшко в составе 33-й армии Западного фронта                                                                  | капитан                          | 11.10.1912 — 13.11.1994              | [ БС 31 ] [ ГС 109 ] [ НЛ 103 ] |
| 110   | Хигрин Борис Львович                                                                                            | 31.08.1941 | артиллерия   | командир дивизиона 462-го корпусного артиллерийского полка 47-го стрелкового корпуса 13-й армии Западного фронта | капитан                          | 01.08.1909 — 05.07.1941              | [ БС 30 ] [ ГС 110 ] [ НЛ 104 ] |
| 111   | Хильчук Василий Никифорович укр. Хільчук Василь Никифорович                                                     | 19.04.1945 | артиллерия   | наводчик орудия 358-го артиллерийского полка 126-й стрелковой дивизии 43-й армии 3-го Белорусского фронта | младший сержант                  | 22.05.1921 — 31.12.1987              | [ БС 30 ] [ ГС 111 ] [ НЛ 105 ] |
| 112   | Хименко Андрей Максимович укр. Хименко Андрій Максимович                                                        | 24.03.1945 | пехота       | стрелок и парторг роты 117-го гвардейского стрелкового полка 39-й гвардейской стрелковой дивизии 8-й гвардейской армии 1-го Белорусского фронта                                                                              | гвардии красноармеец             | 07.12.1915 — 06.10.1944              | [ БС 30 ] [ ГС 112 ] [ НЛ 106 ] |
| 113   | Химич Василий Сидорович укр. Химіч Василь Сидорович                                                             | 26.10.1943 | связисты     | телефонист роты связи 222-го гвардейского стрелкового полка 72-й гвардейской стрелковой дивизии 7-й гвардейской армии Степного фронта                                                                                        | гвардии красноармеец             | 25.03.1907 — 31.05.1951              | [ БС 30 ] [ ГС 113 ] [ НЛ 107 ] |
| 114   | Химич Фёдор Васильевич                                                                                          | 26.10.1944 | авиация      | помощник по воздушно-стрелковой службе командира 282-й истребительной авиационной дивизии 6-го смешанного авиационного корпуса 16-й воздушной армии 1-го Белорусского фронта                                                 | майор                            | 22.04.1917 — 20.03.2009              | [ БС 32 ] [ ГС 114 ] [ НЛ 108 ] |
| 115   | Химушин Николай Фёдорович                                                                                       | 04.02.1944 | авиация      | старший лётчик 814-го истребительного авиационного полка 207-й истребительной авиационной дивизии 3-го смешанного авиационного корпуса 17-й воздушной армии Юго-Западного фронта                                             | гвардии лейтенант                | 12.04.1922 — 27.07.1943              | [ БС 33 ] [ ГС 115 ] [ НЛ 109 ] |
| 116   | Хирков Степан Игнатьевич                                                                                        | 03.06.1944 | пехота       | помощник командира взвода и парторг роты 1322-го стрелкового полка 413-й стрелковой дивизии 50-й армии Западного фронта | старшина                         | 25.12.1902 — 21.07.1943              | [ БС 33 ] [ ГС 116 ] [ НЛ 110 ] |
| 117   | Хиталишвили Захар Соломонович груз. ხიტალიშვილი ზაქარია                                                         | 13.04.1944 | авиация      | командир эскадрильи 232-го штурмового авиационного полка 289-й штурмовой авиационной дивизии 7-го штурмового авиационного корпуса 8-й воздушной армии 4-го Украинского фронта                                                | капитан                          | 22.08.1922 — 21.10.1986              | [ БС 33 ] [ ГС 117 ] [ НЛ 111 ] |
| 118   | Хитеев Борис Никитович (Хитёв Борис Никитович)                                                                  | 17.10.1943 | пехота       | офицер связи штаба 18-го гвардейского стрелкового корпуса 60-й армии Центрального фронта | гвардии капитан                  | 15.06.1909 — 14.09.1943              | [ БС 33 ] [ ГС 118 ] [ НЛ 112 ] |
| 119   | Хитрин Василий Алексеевич                                                                                       | 22.10.1941 | авиация      | командир звена 29-го истребительного авиационного полка 31-й смешанной авиационной дивизии Западного фронта | старший лейтенант                | 08.03.1912 — 18.10.1941              | [ БС 33 ] [ ГС 119 ] [ НЛ 113 ] |
| 120   | Хитров Николай Дмитриевич                                                                                       | 16.04.1945 | инженер      | помощник командира взвода 41-го отдельного батальона ранцевых огнемётов 2-й штурмовой инженерно-сапёрной бригады РГК В составе 8-й гвардейской армии 1-го Белорусского фронта                                                | сержант                          | 19.12.1926 — 16.10.1969              | [ БС 33 ] [ ГС 120 ] [ НЛ 114 ] |
| 121   | Хиценко Иван Иванович укр. Хіценко Іван Іванович                                                                | 29.06.1945 | танкист      | командир танка ИС-2 93-го гвардейского тяжёлого танкового полка 30-й гвардейской отдельной тяжёлой танковой бригады 2-й ударной армии 2-го Белорусского фронта                                                               | гвардии лейтенант                | 18.03.1922 — 15.01.1945              | [ БС 33 ] [ ГС 121 ] [ НЛ 115 ] |

| Навигационная таблица | Навигационная таблица               |
| --------------------- | ----------------------------------- |
| «Х»                   | Хабаров Александр — Хиценко Иван    |
| «Х»                   | Хлебников Михаил — Хушназаров Сапар |